# Rainer Troppa
Rainer Troppa (Kolkwitz, Alemania Democrática; 2 de agosto de 1958-9 de septiembre de 2023) fue un futbolista y entrenador de fútbol alemán que jugó en la posición de defensa.

## Carrera

### Club
| Periodo   | Club                          |
| --------- | ----------------------------- |
| 1975-1976 | Energie Cottbus               |
| 1975-1976 | → Energie Cottbus II (cedido) |
| 1976–1989 | BFC Dynamo                    |
| 1985-1989 | → BFC Dynamo II (cedido)      |
| 1989-1995 | BSG EAB 47 Berlin             |

### Selección nacional
Jugó para Alemania Democrática en 17 ocasiones de 1981 a 1984, participando en los fallidos procesos clasificatorios a los mundiales de España 1982 y México 1986, además de la clasificación para la Eurocopa 1984.

### Entrenador
Fue entrenador del Marzahner SV en 1997.

## Logros
- DDR Oberliga (7): 1978-79, 1979-80, 1980-81, 1981-82, 1982-83, 1983-84, 1984-85
- Verbandsliga Berlin (2): 1990, 1991